# Pseudochirulus cinereus
Pseudochirulus cinereus là một loài động vật có vú trong họ Pseudocheiridae, bộ Hai răng cửa. Loài này được Tate mô tả năm 1945.